# Eily Keary
Eily Marguerite Leifchild Keary (* 12. Oktober 1892 in London; † 19. Oktober 1975 in Liverpool), verheiratete Eily Smith-Keary, war eine britische Schiffbauingenieurin.

## Leben
Eily Keary wurde 1892 im Londoner Stadtteil Upper Tooting als zweite von fünf Töchtern des irischstämmigen Liverpooler Zeitungsherausgebers und Autoren Peter Keary (1865–1915) und dessen Ehefrau Jessie Mina, geb. Richards, (1865–1956) geboren. Sie wuchs in Wimbledon auf und besuchte eine lokale private Mädchengrundschule und anschließend ein Internat nahe Brighton. Dort zeigte sie sowohl sportliches als auch künstlerisches Talent, spezialisierte sich aber akademisch in einem dritten Begabungsfeld, der Mathematik. 1912 trat sie gemeinsam mit ihrer Schwester Elsie Keary (1890–1971) und Rachel Parsons in das Newnham College der University of Cambridge ein, um Kurse in den Ingenieurswissenschaften zu belegen. Ab 1915 nahm sie weitere Kurse in der Abteilung für Mechanical Sciences. Wenngleich im Studium erfolgreich, verließ sie Cambridge ohne akademischen Abschluss, da dieser Studentinnen zu diesem Zeitpunkt noch verwehrt wurde. Erst 1925 erhielt sie den Grad des Master Artium.
Nach Beendigung ihres Studiums arbeitete Keary zunächst für den Instrumentenbauer Elliott Brothers in Lewisham, ehe sie 1916 als „junior assistant“ an das William Froude Laboratory des National Physical Laboratory in Teddington nahe London wechselte. Dort arbeitete sie unter George S. Baker als Forscherin am staatlichen Versuchstank für Schiffsmodelle und fand so den Weg in den Schiffsbau. Unter anderem forschte sie zur Fluiddynamik von Schiffsrümpfen und beteiligte sich an der Entwicklung von Flugbooten und Wasserflugzeugen. Mit Baker veröffentlichte sie die Ergebnisse der Forschungen am Versuchstank in mehreren wissenschaftlichen Artikeln; einige wenige Artikel verfasste sie auch allein, unter anderem zu Flugbooten und Ruderkraft. 1916 trug sie als erste Frau einen eigenen Beitrag zu den
Mitteilungen der Royal Institution of Naval Architects bei, 1917 wurde sie als erste Frau als Associate Fellow in die Aeronautical Society of Great Britain aufgenommen. Zwei Jahre später wurde sie neben Rachel Parsons und Blanche Thornycroft als erste Frau in die Royal Institution of Naval Architects aufgenommen.
Nach Ende des Ersten Weltkriegs blieb Keary in Teddington angestellt. Ihre Forschungen konzentrierten sich in der Nachkriegszeit unter anderem auf die Wechselwirkungen von mehreren Schuten aufeinander, wenn diese vom gleichen Boot gezogen werden. Weitere Arbeiten leistete sie für die Werft John I. Thornycroft & Company. Im Mai 1930 heiratete Keary den Schiffsingenieur Frederick Edmund Smith-Keary (1897–1974), der seinen ursprünglichen Nachnamen Smith kurz vor der Heirat in einen Doppelnamen umgewandelt hatte, den nun auch Eily annahm. Ihr Ehemann arbeitete für die Reederei Furness, Withy & Co. und war viel auf Schiffen auf der ganzen Welt unterwegs. Nach der Heirat beendete Smith-Keary ihre Tätigkeit in Teddington und zog zunächst nach Worthing und später nach Tasmanien, wo das Ehepaar den Zweiten Weltkrieg verbrachte. Später kehrten sie nach Europa zurück, wo Keary-Smith im Oktober 1975 im Alter von 83 Jahren in Liverpool verstarb. Seit 2019 vergibt die Royal Institution of Naval Architects in Gedenken an sie jährlich den Eily Keary Award, der die Bemühungen von Personen oder Organisationen um mehr Diversität in der Schifffahrt würdigen soll.